# Санний спорт на зимових Олімпійських іграх 2018 — змішана естафета
Змагання з санного спорту в змішаній естафеті на  зимових Олімпійських іграх 2018 пройшли 15 лютого. Місцем проведення змагань став центр санних видів спорту «Альпензія», розташований в безпосередній близькості до селища Деквальмьйон, в повіті Пхьончхан. 
У змаганні взяли участь 13 збірних по 4 спортсмени в кожній. Старт змагань призначено на 21:30 за місцевим часом (UTC + 9).
Змагання в змішаній естафеті вдруге представлені в програмі Олімпійських ігор. Першими  олімпійськими чемпіонами стали німецькі саночники Наталі Гайзенбергер, Фелікс Лох, Тобіас Вендль, Тобіас Арльт, причому всі вони раніше ставали чемпіонами зимових Олімпійських ігор 2014 року в особистих дисциплінах.

## Результати
| Місце | Країна                     | Спортсмени                                                | Час (місце)                       | Підсумковий час | Відставання |
| ----- | -------------------------- | --------------------------------------------------------- | --------------------------------- | --------------- | ----------- |
| 3     | Австрія                    |                                                           | 47,122 48,758 49,108              | 2:24,988        | +0,471      |
| 1     | Німеччина                  | Наталі Гайзенбергер Фелікс Лох Тобіас Вендль Тобіас Арльт | 46,870 48,822 48,825              | 2:24.517        | +0,000      |
| 5     | Італія                     |                                                           | 47,078 48,827 49,188              | 2:25,093        | +0,576      |
| 2     | Канада                     |                                                           | 47,099 48,820 48,953              | 2:24,872        | +0,355      |
| 6     | Латвія                     |                                                           | 47,369 48,891 49,055              | 2:25,315        | +0,798      |
| 8     | Польща                     |                                                           | 47,711 49,134 49,568              | 2:26,413        | +1,896      |
| 7     | Олімпійські атлети з Росії |                                                           | 47,523 48,615 49,211\|\| 2:25,349 | +0,832          |             |
| 10    | Румунія                    |                                                           | 47,097 49,609 50,138              | 2:26,844        |             |
| 11    | Словаччина                 |                                                           | 48,032 49,326 49,635              | 2:26,993        |             |
| 4     | США                        |                                                           | 47,266 48,660 49,165              | 2:25,091        | +0,574      |
| 13    | Україна                    | Олена ШхумоваАнтон ДукачОлександр ОболончикРоман Захарків | 51,503 49,135 50,365              | 2:31.003        | +6.486      |
| 12    | Чехія                      |                                                           | 48,238 49,178 49,645              | 2:27,061        | +2,544      |
| 9     | Південна Корея             |                                                           | 47,211 49,854 49,478              | 2:26,543        | +2,026      |